# Angelo Vier
Angelo Vier (* 23. April 1972 in Ost-Berlin) ist ein ehemaliger deutscher Fußballspieler.

## Sportliche Laufbahn

### Vereinskarriere
Der gebürtige Ost-Berliner erhielt beim Fußballclub der Sportvereinigung Dynamo, dem BFC Dynamo, seine Grundausbildung. Zu Beginn der Spielzeit 1989/90 zählte er zum Kader des DDR-Rekordmeisters in der wiedereingeführten Nachwuchsoberliga. Im Wendewinter 1989/90 ging der damals noch 17-jährige Vier vom kurz vor seiner Umbenennung stehenden BFC zur BSG Stahl Brandenburg in die Männeroberliga. Dort kam der noch im Juniorenbereich spielberechtigte Angreifer in der Rückrunde der vorletzten DDR-Erstligaspielzeit nicht zum Einsatz. Im Sommer 1990 stand Vier im Aufgebot der Stahl-Elf vor der letzten eigenständigen Saison des ostdeutschen Erstligafußballs, wagte dann ohne Punktspieleinsatz für die Stahl-Elf zum Jahreswechsel 1990/91 den Sprung ins Ausland. Er schloss sich dem FC Gueugnon an. Nach einer weiteren Station in Frankreich beim SAS Épinal kehrte er 1993 nun in den gesamtdeutschen Fußball zurück und heuerte in der damals drittklassigen Amateur-Oberliga beim SC Verl an.
Seine starke Torquote im Spieljahr 1994/95 für die Verler in der nunmehr als 3. Spielklasse aufgelegten Regionalliga machte ihn für den Erstligisten Werder Bremen interessant. Während sich Angelo Vier in der 1. Bundesliga nicht durchsetzen konnte (er erzielte 1995/96 ein Tor in elf Spielen für den SV Werder), hält er in der 2. Bundesliga gemeinsam mit Simon Terodde einen Rekord: Beide wurden in zwei aufeinanderfolgenden Jahren bei zwei verschiedenen Vereinen Torschützenkönig. Vier gelang dies 1996/97 mit Rot-Weiss Essen, wobei RWE der Klassenerhalt nicht gelang, und 1997/98 mit dem FC Gütersloh.
Insgesamt erzielte Vier, der außerdem noch für Arminia Bielefeld, Rapid Wien, Rot-Weiß Oberhausen, den VfL Osnabrück und später erneut den SC Verl auflief, 58 Tore in 156 Zweitligaspielen und in der ersten österreichischen Bundesliga, Saison 1998/99, drei Tore in 24 Spielen.

### Auswahleinsätze
Mit der DDR-Jugendauswahl belegte Vier zusammen mit seinen Teamkameraden bei der U-16-EM 1988 in Spanien den 3. Platz. Für das Team bestritt er im Länderspieljahr 1987/88 insgesamt 15 Einsätze und erzielte dabei vier Treffer.
Im Spätsommer 1988 rückte er dann in die jüngere Juniorenauswahl der DDR auf, die in der Saison 1988/89 für den DFV im auf zwei Jahre angelegten Wettbewerb in die Qualifikation für die U-18-EM 1990 einstieg. Im Juli 1989 war die ostdeutsche U-18 Gastgeber der Jugendwettkämpfe der Freundschaft. Die Elf um Angelo Vier, Tom Persich und Sven Ratke wurde im Bezirk Gera Turnierdritter. Der BFC-Angreifer konnte sich mit fünf Treffern auszeichnen. Als ältere Juniorenauswahl setzte das Team im Herbst 1989 den Kampf um ein Endrundenticket fort, das aber als Letzter der Qualifikationsgruppe 5, wenn auch nur um zwei Punkte hinter dem Ersten Belgien, verpasst wurde.

## Weiterer Werdegang
Im Sommer 2006 beendete er seine Karriere als aktiver Spieler und arbeitet heute als Spielerberater. Ab dem 21. Mai 2015 war er zusätzlich zu seiner Tätigkeit in der Sportagentur als Sportdirektor beim BFC Dynamo tätig. Diese Funktion gab er am 25. August 2017 auf, als er das Amt des Sportdirektors beim Zweitligisten FC Ingolstadt 04 übernahm. Nachdem Ingolstadt im Oktober 2018 auf den letzten Tabellenplatz abgerutscht war, wurde Angelo Vier am 23. Oktober 2018 mit sofortiger Wirkung von seiner Position als Sportdirektor beurlaubt. Mittlerweile ist er wieder beim BFC Dynamo tätig.